# Sæbøvik
Sæbøvik este o localitate din comuna Kvinnherad, provincia Hordaland, Norvegia, cu o suprafață de 0,75 km² și o populație de 530 locuitori (2013).